# Liborio Angelucci
Pour les articles homonymes, voir Angelucci.
Liborio Angelucci, né en 1746 à Rome et mort en 1811 dans cette même ville, est un homme politique italien.

## Biographie
Né à Rome en 1746, Liborio Angelucci était chirurgien-accoucheur dans cette ville, où il jouissait d’une assez grande réputation, lorsque les principes de la révolution française commencèrent à pénétrer en Italie. Il les adopta avec beaucoup de chaleur, et fut dès lors considéré comme le chef des démocrates dans la capitale du monde chrétien. Il prit en conséquence une grande part aux émeutes qui amenèrent le meurtre de Bassville. Le pape Pie VI le fit arrêter en 1793 et enfermer au Château Saint-Ange, où il ne resta pas longtemps, grâce à la protection des cardinaux Albani et Antonelli. Cependant il fut de nouveau emprisonné en 1796, comme chef d’une conspiration, et transféré à la citadelle de Civitavecchia. Il ne recouvra la liberté qu’en 1797, après le traité de Tolentino, et sur la demande du général Bonaparte, qui s’intéressait alors aux révolutionnaires de tous les pays.
Angelucci fit l’année suivante le voyage de Rastatt et de Paris, probablement pour y lier quelques intrigues politiques et préparer son élévation ; mais ce voyage n’eut en apparence d’autre objet que de remercier le général Bonaparte et lui témoigner sa reconnaissance. Il ne retourna dans sa patrie que lorsque la révolution y fut consommée sous les auspices de l’armée française, qui avait envahi les États pontificaux. On conçoit qu’il eut peu de peine à obtenir un emploi important dans la nouvelle république romaine. Devenu l’un des cinq consuls que nomma le général français, Angelucci déploya dans les palais pontificaux où il s’établit un faste tout à fait extraordinaire.
Cependant, d’après les pasquinades du temps, il se fit remarquer par une bizarrerie assez difficile à concilier avec tant de vanité, si l’on ne se rappelait que les Fabricius et les Cincinnatus, consuls et dictateurs, n’avaient pas dédaigné leur première profession. Devenu consul romain et presque dictateur, Angelucci annonça qu’il s’occuperait en même temps et avec un zèle égal de gouverner Rome et d’accoucher les dames ; il aurait en conséquence fait poser a la porte du palais consulaire deux sonnettes au-dessus desquelles on lisait : Sonnette de l’accoucheur ; Sonnette du consul. Mais, au milieu de soins si divers, il paraît que le consul ne négligea point sa fortune particulière ; il alla même si loin que, dans le moment où l’armée française se mit en révolte contre les concussionnaires, Angelucci perdit son emploi de consul et devint simple sénateur. Il s’éloigna de Rome lorsque les Français évacuèrent cette place en 1799. Ne croyant pas devoir attendre le retour du saint-père, il alla se réfugier à Paris, et il ne retourna en Italie que l’année suivante, après la bataille de Marengo ; mais il fut alors obligé de rester à Milan, Pie VII ayant refusé, par une exception assez remarquable, de le laisser revenir à Rome. Plus tard le pontife se montra moins sévère, et il fut permis au docteur Angelucci de revenir dans sa patrie. Quoiqu’il fut très-opposé à Napoléon depuis la création du trône impérial, Angelucci entra au service du nouveau royaume d’Italie en qualité de chirurgien major des vélites de la garde, et il mourut dans ces fonctions, à Milan, en 1811.
On a de lui plusieurs écrits estimés sur l’art de guérir, et une édition du Dante avec des notes de sa composition.